# La☆BlueGirl
《La☆BlueGirl》是日本漫畫家前田俊夫的成人漫畫作品，為1990年代觸手淫獸的代表性作品，後來發售成人動畫系列及真人版本電影等，並開始用《淫獸學園》（日语：／ Injyū Gakuen-）这一名稱。

## 角色
美童巫女（聲：阿久津マリ）（EX为止）
女主角。
ニン忍（聲：勝家和彌)
夜久（聲：浅倉舞（3、4卷）、尾崎聖子（EX开始））
甲斐吹雪（聲：八神恭子)
美童みゆ（聲：朝岡實嶺）（1、2卷）
青鬼魔／色魔大王（聲：山川浩二）
美童真璃亞（聲：築山真由子）
おばば（聲：枝島光子）
蘭丸、菩薩
鈴鹿衆的兄妹忍者。OVA第2卷登場。蘭丸是男性的打扮，实际上是双性人，像女人一样有胸部。菩薩是蘭丸的妹。

## 外部連結
- IMDB（1992年OVA版） （页面存档备份，存于）（英文）
- allcinema（1992年OVA版） （页面存档备份，存于）（日語）
- allcinema（淫獣学園EX） （页面存档备份，存于）（日語）
- allcinema（実写版 淫獣学園 色魔界の逆襲） （页面存档备份，存于）（日語）
- allcinema（実写版 淫獣学園2 魔性の娘誕生） （页面存档备份，存于）（日語）
- allcinema（実写版 淫獣学園3 くノ一狩り） （页面存档备份，存于）（日語）